# Seznam grških generalov
Seznam grških generalov.

## A
Periklis Argyropoulos (admiral) - Christos Avramidis - 

## B
Evripidis Bakirtzis - Konstantinos Bakopoulos - Georgios Bakos - Demetrios Bapadopulos - Markos Bocaris -

## D
Panagiotis Danglis - Panaghiotis Demestichas - Markos Drakos -

## F
Frangoulis Frangos

## G
Ioannis Giagkos - Phaedon Gizikis - Georgios Grivas -

## H
Alexandros Hatzikyriakos (admiral)

## I
Dimitrios Ioannidis

## K
Konstantinos Kanaris (admiral) - Hristos Karassos - Haralampos Katsimêtros - Hristos Kitsos - Konstantinos Kollias - Theodoros Kolokotronis - Georgios Kondylis - Giorgios Kosmas - Ioannis Kotulas - Pavlos Kountouriotis (admiral)

## L
Georgios Lavdas - 

## M
Nikolaos Makarezos - Vafeiadis Markos - Paraskos Melissinos - Ioannis Metaxas - Soterios Mutuses -

## P
Nikolaos Papademas - Demetrios Papadopulos - Ioannis Pitsikas - Nikolaos Plastiras - Dimitrios Psarros - 

## S
Stefanos Saráfis - 

## T
(Ioannis Toumbas) - Thrasybulos Tsakalatos - Georgios Tsolakoglou - 

## V
(Aris Velouchiotis) - Petros Voulgaris

## Z
Napoleon Zervas - Chritos Zoiopoulos - Georgios Zoitakis - Emmanouil Zymvrakakis